# Kwami Christophe Dikenou
 (novembre 2024).
Kwami Christophe Dikenou, né le 18 octobre 1950, est un diplomate togolais exerçant dans plusieurs pays européens.

## Biographie

### Carrière universitaire
De 1971 à 1978, il a étudié à l'université pontificale urbanienne de Rome et à l'université de Fribourg, où il obtient un doctorat ès lettres en philosophie. Il reste un an de plus en Suisse et étudie à l'Institut universitaire de hautes études internationales. En 1979, il obtient un diplôme d'études européennes à l'université de Nancy II. En 1987, Il reprend ses études afin d'obtenir sa licence en sciences de l'éducation,.
Kwami Christophe Dikenou débute alors en 1979 comme stagiaire au ministère togolais des Affaires étrangères à Lomé , il est comme maître de conférences à l'université de Lomé en philosophie et en éthique,. Il y a également dirigé le département de philosophie, puis le laboratoire d'éthique et de bioéthique. 
De 2008 à 2010, il se détourne temporairement de l'enseignement pour exercer comme consultant dans les bureaux de l'UNESCO à Dakar et Nairobi. Après cette pause diplomatique, Dikenou retourne à l'université de Lomé, où il enseigne à nouveau la philosophie et l'éthique appliquée.[réf. nécessaire] À partir de 2012, il est parallèlement actif en tant qu'expert et formateur au sein du département de bioéthique de l'UNESCO,[source secondaire souhaitée].

### Carrière diplomatique
En 2014, il devient ambassadeur de son pays en Allemagne, basé à Berlin. En 2015, il a également été accrédité pour l'Estonie,, la Slovénie, l'Autriche, le Danemark,, la Norvège et la Suède. Il possède également une accréditation au Kosovo. En 2015, il est accrédité par l'Agence internationale de l'énergie atomique à Vienne. En 2016, il devient également ambassadeur du Togo en Hongrie, en Roumanie, en Russie,, en Ukraine et en Slovaquie. Il obtient l'accréditation pour la Lituanie l'année précédente.
À cette liste s'ajoute finalement la Macédoine du Nord depuis 2016. Toutes les responsabilités de Dikenou s'exercent avec résidence en Allemagne. Son mandat en Allemagne prend fin en 2017, lorsque Michel Dagoh le remplace à ce poste. 

## Publications
- « Changement écologique structurel et innovations technologiques au Togo : Quelle perspective éthique ? », Quest: An African Journal of Philosophy, Lomé, vol. XII, no 2 « L'Afrique et les modernités »,‎ décembre 1998, p. 65-72 (lire en ligne [PDF])
- « Utilisation viable des ressources naturelles africaines pour le développement durable : défis éthiques », Université de Lomé,‎ ? (lire en ligne)
- (en + fr) « Sur le respect de la nature », Quest: An African Journal of Philosophy /, vol. XXII, nos 1-2 « African philosophy and the negotiation of practical dilemmas of individual and collective life »,‎ 2008, p. 207-228 (ISSN 1011-226X, lire en ligne [PDF])
- Charles Klagba (directeur), chap. 3 « Ethique et VIH/SIDA du point de vue philosophique », dans Vers la lumière : Les enjeux éthiques du VIH/SIDA, repères pour la formation théologique : Séminaire éthique et VIH/SIDA du Conseil œcuménique des églises et universités protestantes de l'Afrique de l'ouest, Porto-Novo, EHAIA, Initiative Œcuménique de lutte contre le VIH/SIDA en Afrique, 2008, 193 p. (ISBN 2-913746-52-7), p. 39-47
- « Éthique et éducation environnementale au Togo », Journal de la recherche scientifique de l'Université du Bénin, vol. 2, t. 2,‎ 31 décembre 1998, p. 28-32 (présentation en ligne)